# Бајрон Мен
Бајрон Мен Фунг (енгл. Byron Mann Fung; Британски Хонгконг, 13. август 1967), Хонгконшко-амерички је филмски, телевизијски и позоришни глумац.